# Xu Yifan
Xu Yifan (chiń. 徐一幡; pinyin Xú Yīfān; ur. 8 sierpnia 1988 w Tiencinie) – chińska tenisistka, medalistka igrzysk azjatyckich. Finalistka wielkoszlemowych Wimbledonu 2019 i US Open 2020 w grze podwójnej oraz Wimbledonu 2023 w grze mieszanej.

## Kariera tenisowa
Tenisistka znana przede wszystkim z występów deblowych. Ma na koncie tylko jeden triumf w grze pojedynczej – w kwietniu 2014 roku w turnieju ITF 25 000 $ w Nanning pokonała Chan Yung-jan 6:3, 7:6(1). Ponad rok później, po jedynym występie w głównej drabince turnieju wielkoszlemowego w singlu (porażka w 1 rundzie na Wimbledonie), 13 lipca 2015 zajmowała najwyższe miejsce w rankingu singlowym WTA Tour – 148. pozycję.
W grze podwójnej zwyciężyła w trzynastu turniejach cyklu WTA Tour, jednym rangi WTA 125K series oraz dwudziestu jeden ITF. W 2017 roku nawiązała współpracę z Kanadyjką polskiego pochodzenia Gabrielą Dabrowski i od razu odniosły sukces w turnieju WTA Premier Mandatory w Miami. W meczu mistrzowskim pokonały parę Sania Mirza–Barbora Strýcová wynikiem 6:4, 6:3. W 2020 roku awansowała na 7. miejsce w rankingu deblowym – najwyższe w karierze.
W 2023 roku razem z Joranem Vliegenem awansowali do spotkania finałowego w ramach rozgrywek mikstowych podczas Wimbledonu, lecz przegrali w nim 4:6, 7:6(9), 3:6 z Ludmyłą Kiczenok i Mate Paviciem.

## Historia występów wielkoszlemowych
Legenda
     W, wygrany turniej
     F, przegrana w finale
     SF, przegrana w półfinale
     QF, przegrana w ćwierćfinale
     xR, przegrana w x rundzie
     Qx, przegrana w x rundzie kwalifikacji
     A, brak startu
     NH, turniej nie odbył się

### Występy w grze pojedynczej
| Australian Open        | A   | A   | A   | A   | A   | A   | A   | A   | A   | A   | Q2  | A   | A   | A    | 0 / 0 | 0 – 0 |  |  |  |  |  |  |  |  |  |  |
| French Open            | A   | A   | A   | A   | A   | A   | A   | A   | A   | A   | Q1  | A   | A   | A    | 0 / 0 | 0 – 0 |  |  |  |  |  |  |  |  |  |  |
| Wimbledon              | A   | A   | A   | A   | A   | A   | A   | A   | A   | A   | 1R  | A   | A   | A    | 0 / 1 | 0 – 1 |  |  |  |  |  |  |  |  |  |  |
| US Open                | A   | A   | A   | A   | A   | A   | A   | Q2  | A   | A   | Q1  | A   | A   | A    | 0 / 0 | 0 – 0 |  |  |  |  |  |  |  |  |  |  |
|                        |     |     |     |     |     |     |     |     |     |     |     |     |     |      |       |       |  |  |  |  |  |  |  |  |  |  |
| Ranking na koniec roku | 850 | 423 | 357 | 297 | 402 | 277 | 313 | 261 | 350 | 182 | 205 | 417 | 667 | 1170 | 0 / 1 | 0 – 1 |  |  |  |  |  |  |  |  |  |  |

### Występy w grze podwójnej
| Australian Open        | A | A   | A   | A  | A   | A   | A   | A   | A  | A  | 1R | SF | QF | QF | 1R | 1R | 2R | 3R | A  | 1R | 2R | 0 / 10 | 14 – 10 |  |  |  |  |
| French Open            | A | A   | A   | A  | A   | A   | A   | A   | A  | A  | 2R | QF | 3R | 3R | QF | A  | 2R | QF | 3R | 1R |    | 0 / 9  | 16 – 9  |  |  |  |  |
| Wimbledon              | A | A   | A   | A  | A   | A   | A   | A   | A  | Q2 | 1R | 1R | 1R | SF | F  | NH | A  | 3R | 1R | 2R |    | 0 / 8  | 12 – 8  |  |  |  |  |
| US Open                | A | A   | A   | A  | A   | A   | A   | A   | A  | QF | 1R | 3R | QF | 2R | QF | F  | A  | 3R | 1R | 1R |    | 0 / 10 | 18 – 10 |  |  |  |  |
|                        |   |     |     |    |     |     |     |     |    |    |    |    |    |    |    |    |    |    |    |    |    |        |         |  |  |  |  |
| Ranking na koniec roku | – | 352 | 124 | 92 | 226 | 121 | 148 | 151 | 99 | 75 | 49 | 20 | 16 | 12 | 8  | 9  | 37 | 15 | 55 | 43 |    | 0 / 37 | 60 – 37 |  |  |  |  |

### Występy w grze mieszanej
| Australian Open | A | A | A | A | A | A | A | A | A | A | A | A  | 2R | 1R | A  | A  | 1R | A | A  | A | A | 0 / 3  | 1 – 3  |  |  |  |  |
| French Open     | A | A | A | A | A | A | A | A | A | A | A | 2R | 1R | 2R | A  | NH | 1R | A | A  | A |   | 0 / 4  | 2 – 4  |  |  |  |  |
| Wimbledon       | A | A | A | A | A | A | A | A | A | A | A | A  | 1R | A  | 2R | NH | A  | A | F  | A |   | 0 / 3  | 4 – 2  |  |  |  |  |
| US Open         | A | A | A | A | A | A | A | A | A | A | A | 1R | A  | A  | A  | NH | A  | A | QF | A |   | 0 / 2  | 2 – 2  |  |  |  |  |
|                 |   |   |   |   |   |   |   |   |   |   |   |    |    |    |    |    |    |   |    |   |   |        |        |  |  |  |  |
|                 |   |   |   |   |   |   |   |   |   |   |   |    |    |    |    |    |    |   |    |   |   | 0 / 12 | 9 – 11 |  |  |  |  |

## Finały turniejów WTA
| Legenda                     | Legenda |
| --------------------------- | ------- |
| Wielki Szlem                |         |
| Igrzyska olimpijskie        |         |
| WTA Tour Championships      |         |
| WTA Elite Trophy            |         |
| 1988 – 2008                 |         |
| Kategoria I                 |         |
| Kategoria II                |         |
| Kategoria III               |         |
| Kategoria IV                |         |
| Kategoria V                 |         |
| 2009 – 2020                 |         |
| WTA Premier Mandatory       |         |
| WTA Premier 5               |         |
| WTA Premier                 |         |
| WTA International Series    |         |
| WTA 125K series (2012–2020) |         |
| od 2021                     |         |
| WTA 1000 (obowiązkowe)      |         |
| WTA 1000 (nieobowiązkowe)   |         |
| WTA 500                     |         |
| WTA 250                     |         |
| WTA 125                     |         |

### Gra podwójna 25 (14–11)
| Końcowy wynik | Nr  | Data                 | Turniej      | Nawierzchnia  | Partnerka          | Przeciwniczki                                  | Wynik finału      |
| ------------- | --- | -------------------- | ------------ | ------------- | ------------------ | ---------------------------------------------- | ----------------- |
| Finalistka    | 1.  | 23 września 2007     | Pekin        | Twarda        | Han Xinyun         | Chuang Chia-jung Hsieh Su-wei                  | 6:7(3), 3:6       |
| Finalistka    | 2.  | 28 września 2008     | Pekin        | Twarda        | Han Xinyun         | Anabel Medina Garrigues Caroline Wozniacki     | 1:6, 3:6          |
| Zwyciężczyni  | 1.  | 22 września 2013     | Seul         | Twarda        | Chan Chin-wei      | Raquel Kops-Jones Abigail Spears               | 7:5, 6:3          |
| Zwyciężczyni  | 2.  | 9 sierpnia 2015      | Stanford     | Twarda        | Zheng Saisai       | Anabel Medina Garrigues Arantxa Parra Santonja | 6:1, 6:3          |
| Zwyciężczyni  | 3.  | 18 października 2015 | Tiencin      | Twarda        | Zheng Saisai       | Darija Jurak Nicole Melichar                   | 6:2, 3:6, 10–8    |
| Finalistka    | 3.  | 9 stycznia 2016      | Shenzhen     | Twarda        | Zheng Saisai       | Vania King Monica Niculescu                    | 1:6, 4:6          |
| Finalistka    | 4.  | 16 października 2016 | Tiencin      | Twarda        | Magda Linette      | Christina McHale Peng Shuai                    | 6:7(8), 0:6       |
| Zwyciężczyni  | 4.  | 6 listopada 2016     | Zhuhai       | Twarda (hala) | İpek Soylu         | Yang Zhaoxuan You Xiaodi                       | 6:4, 3:6, 10–7    |
| Zwyciężczyni  | 5.  | 2 kwietnia 2017      | Miami        | Twarda        | Gabriela Dabrowski | Sania Mirza Barbora Strýcová                   | 6:4, 6:3          |
| Zwyciężczyni  | 6.  | 26 sierpnia 2017     | New Haven    | Twarda        | Gabriela Dabrowski | Ashleigh Barty Casey Dellacqua                 | 3:6, 6:3, 10–8    |
| Zwyciężczyni  | 7.  | 12 stycznia 2018     | Sydney       | Twarda        | Gabriela Dabrowski | Latisha Chan Andrea Sestini Hlaváčková         | 6:3, 6:1          |
| Zwyciężczyni  | 8.  | 30 czerwca 2018      | Eastbourne   | Trawiasta     | Gabriela Dabrowski | Irina-Camelia Begu Mihaela Buzărnescu          | 6:3, 7:5          |
| Finalistka    | 5.  | 7 października 2018  | Pekin        | Twarda        | Gabriela Dabrowski | Andrea Sestini Hlaváčková Barbora Strýcová     | 6:4, 4:6, 8–10    |
| Finalistka    | 6.  | 11 maja 2019         | Madryt       | Ceglana       | Gabriela Dabrowski | Hsieh Su-wei Barbora Strýcová                  | 3:6, 1:6          |
| Zwyciężczyni  | 9.  | 25 maja 2019         | Norymberga   | Ceglana       | Gabriela Dabrowski | Sharon Fichman Nicole Melichar                 | 4:6, 7:6(5), 10–5 |
| Finalistka    | 7.  | 14 lipca 2019        | Wimbledon    | Trawiasta     | Gabriela Dabrowski | Hsieh Su-wei Barbora Strýcová                  | 2:6, 4:6          |
| Zwyciężczyni  | 10. | 17 stycznia 2020     | Adelaide     | Twarda        | Nicole Melichar    | Gabriela Dabrowski Darija Jurak                | 2:6, 7:5, 10–5    |
| Finalistka    | 8.  | 29 sierpnia 2020     | Nowy Jork    | Twarda        | Nicole Melichar    | Květa Peschke Demi Schuurs                     | 1:6, 6:4, 4–10    |
| Finalistka    | 9.  | 11 września 2020     | US Open      | Twarda        | Nicole Melichar    | Laura Siegemund Wiera Zwonariowa               | 4:6, 4:6          |
| Finalistka    | 10. | 13 marca 2021        | Dubaj        | Twarda        | Yang Zhaoxuan      | Alexa Guarachi Darija Jurak                    | 0:6, 3:6          |
| Zwyciężczyni  | 11. | 19 marca 2022        | Indian Wells | Twarda        | Yang Zhaoxuan      | Asia Muhammad Ena Shibahara                    | 7:5, 7:6(4)       |
| Zwyciężczyni  | 12. | 7 sierpnia 2022      | San Jose     | Twarda        | Yang Zhaoxuan      | Shūko Aoyama Chan Hao-ching                    | 7:5, 6:0          |
| Zwyciężczyni  | 13. | 27 maja 2023         | Strasburg    | Ceglana       | Yang Zhaoxuan      | Desirae Krawczyk Giuliana Olmos                | 3:6, 2:6          |
| Finalistka    | 11. | 25 maja 2024         | Rabat        | Ceglana       | Anna Danilina      | Irina Chromaczowa Jana Sizikowa                | 3:6, 2:6          |
| Zwyciężczyni  | 14. | 24 sierpnia 2024     | Cleveland    | Twarda        | Cristina Bucșa     | Shūko Aoyama Eri Hozumi                        | 3:6, 6:3, 10–6    |

### Gra mieszana 1 (0–1)
| Końcowy wynik | Nr | Data          | Turniej   | Nawierzchnia | Partner       | Przeciwnicy                 | Wynik finału     |
| ------------- | -- | ------------- | --------- | ------------ | ------------- | --------------------------- | ---------------- |
| Finalistka    | 1. | 13 lipca 2023 | Wimbledon | Trawiasta    | Joran Vliegen | Ludmyła Kiczenok Mate Pavić | 4:6, 7:6(9), 3:6 |

## Finały turniejów WTA 125K series

### Gra podwójna 2 (1–1)
| Końcowy wynik | Nr | Data             | Turniej  | Nawierzchnia | Partnerka     | Przeciwniczki                   | Wynik finału |
| ------------- | -- | ---------------- | -------- | ------------ | ------------- | ------------------------------- | ------------ |
| Zwyciężczyni  | 1. | 3 listopada 2013 | Nankin   | Twarda       | Misaki Doi    | Zhang Shuai Jarosława Szwiedowa | 6:1, 6:4     |
| Finalistka    | 1. | 27 lipca 2014    | Nanchang | Twarda       | Chan Chin-wei | Chuang Chia-jung Junri Namigata | 6:7(4), 3:6  |

## Występy w Turnieju Mistrzyń

### W grze podwójnej
| Rok  | Rezultat     | Partnerka          | Przeciwniczki                                                                                   | Wynik                                  |
| 2017 | Ćwierćfinał  | Gabriela Dabrowski | Jekatierina Makarowa Jelena Wiesnina                                                            | 1:6, 1:6                               |
| 2018 | Ćwierćfinał  | Gabriela Dabrowski | Tímea Babos Kristina Mladenovic                                                                 | 0:6, 2:6                               |
| 2019 | Faza grupowa | Gabriela Dabrowski | Barbora Krejčíková Kateřina Siniaková Samantha Stosur Zhang Shuai Hsieh Su-wei Barbora Strýcová | 4:6, 2:6 6:4, 4:6, 5–10 2:6, 6:4, 11–9 |
| 2022 | Faza grupowa | Yang Zhaoxuan      | Coco Gauff Jessica Pegula Barbora Krejčíková Kateřina Siniaková Desirae Krawczyk Demi Schuurs   | 4:6, 6:4, 10–7 3:6, 3:6 6:7(2), 3:6    |

## Występy w Turnieju WTA Elite Trophy

### W grze podwójnej
| Rok  | Rezultat     | Partnerka | Przeciwniczki                                             | Wynik                    |
| 2023 | Faza grupowa | Wang Xiyu | Miyu Katō Aldila Sutjiadi Ulrikke Eikeri Ludmyła Kiczenok | 6:4, 5:7, 10–12 6:3, 6:2 |

## Historia występów w turniejach WTA
| W  | = zwycięstwo                   |
| F  | = finał                        |
| SF | = półfinał                     |
| QF | = ćwierćfinał                  |
| xR | = x runda (x – numer rundy)    |
| LQ | = odpadła w kwalifikacjach     |
| A  | = nie uczestniczyła w turnieju |
| NH | = turniej nie odbywał się      |

| a    | Uwzględniono tylko mecze rozegrane w głównej drabince turnieju.                                                                                     |
| b    | Uwzględniono tylko turnieje, w których zawodniczka wystąpiła.                                                                                       |
|      | |
| c    | Statystyki całej kariery uwzględniają wyniki w turniejach WTA, ITF, kwalifikacjach do tych turniejów oraz spotkania rozegrane w Pucharze Federacji. |
|      | |
| Q    | Do turnieju głównego dostała się przez kwalifikacje.                                                                                                |
| P5   | Turniej w danym roku miał rangę WTA Premier 5. |
| P    | Turniej w danym roku miał rangę WTA Premier |
| 1000 | Turniej w danym roku miał rangę WTA 1000. |
| 500  | Turniej w danym roku miał rangę WTA 500. |

### W grze pojedynczej
| Dubaj            | Premier 5/Premier | NH/Nie Kategoria I | NH/Nie Kategoria I | NH/Nie Kategoria I | NH/Nie Kategoria I | A  | A  | A | P | P | P  | A  | P  | A | P  | 0 / 0 | 0 – 0 |
| Doha             | Premier 5/Premier | NH/Nie Kategoria I | NH/Nie Kategoria I | NH/Nie Kategoria I | A                  | NH | NH | P | A | A | A  | P  | LQ | P | A  | 0 / 0 | 0 – 0 |
| Indian Wells     | Premier Mandatory | A                  | A                  | A                  | A                  | A  | A  | A | A | A | A  | A  | A  | A | A  | 0 / 0 | 0 – 0 |
| Miami            | Premier Mandatory | A                  | A                  | A                  | A                  | A  | A  | A | A | A | A  | A  | A  | A | A  | 0 / 0 | 0 – 0 |
| Madryt           | Premier Mandatory | NH/Nie Kategoria I | NH/Nie Kategoria I | NH/Nie Kategoria I | NH/Nie Kategoria I | A  | A  | A | A | A | A  | A  | A  | A | A  | 0 / 0 | 0 – 0 |
| Rzym             | Premier 5         | A                  | A                  | A                  | A                  | A  | A  | A | A | A | A  | A  | A  | A | A  | 0 / 0 | 0 – 0 |
| Montreal/Toronto | Premier 5         | A                  | A                  | A                  | A                  | A  | A  | A | A | A | A  | A  | LQ | A | A  | 0 / 0 | 0 – 0 |
| Cincinnati       | Premier 5         | NH/Nie Kategoria I | NH/Nie Kategoria I | NH/Nie Kategoria I | NH/Nie Kategoria I | A  | A  | A | A | A | A  | A  | A  | A | A  | 0 / 0 | 0 – 0 |
| Tokio/ Wuhan     | Premier 5         | A                  | A                  | A                  | A                  | A  | A  | A | A | A | A  | LQ | A  | A | A  | 0 / 0 | 0 – 0 |
| Pekin            | Premier Mandatory | A                  | A                  | 1R                 | LQ                 | LQ | LQ | A | A | A | 1R | LQ | A  | A | LQ | 0 / 2 | 0 – 2 |
|                  |                   |                    |                    |                    |                    |    |    |   |   |   |    |    |    |   |    | 0 / 2 | 0 – 2 |

### W grze podwójnej
| Turniej                    | Kategoria w latach 2009–2020 | 2005                       | 2006                       | 2007                       | 2008                       | 2009                       | 2010                       | 2011                       | 2012                       | 2013                       | 2014                       | 2015                       | 2016                       | 2017                       | 2018                       | 2019                       | 2020                       | 2021                       | 2022                       | 2023                       | 2024                       | 2025                       | Tytuły                     | Z–Pa                       |                            |                            |                            |
| Mistrzostwa kończące sezon | Mistrzostwa kończące sezon   | Mistrzostwa kończące sezon | Mistrzostwa kończące sezon | Mistrzostwa kończące sezon | Mistrzostwa kończące sezon | Mistrzostwa kończące sezon | Mistrzostwa kończące sezon | Mistrzostwa kończące sezon | Mistrzostwa kończące sezon | Mistrzostwa kończące sezon | Mistrzostwa kończące sezon | Mistrzostwa kończące sezon | Mistrzostwa kończące sezon | Mistrzostwa kończące sezon | Mistrzostwa kończące sezon | Mistrzostwa kończące sezon | Mistrzostwa kończące sezon | Mistrzostwa kończące sezon | Mistrzostwa kończące sezon | Mistrzostwa kończące sezon | Mistrzostwa kończące sezon | Mistrzostwa kończące sezon | Mistrzostwa kończące sezon | Mistrzostwa kończące sezon | Mistrzostwa kończące sezon | Mistrzostwa kończące sezon | Mistrzostwa kończące sezon |
| -------------------------- | ---------------------------- | -------------------------- | -------------------------- | -------------------------- | -------------------------- | -------------------------- | -------------------------- | -------------------------- | -------------------------- | -------------------------- | -------------------------- | -------------------------- | -------------------------- | -------------------------- | -------------------------- | -------------------------- | -------------------------- | -------------------------- | -------------------------- | -------------------------- | -------------------------- | -------------------------- | -------------------------- | -------------------------- | -------------------------- | -------------------------- | -------------------------- |
| WTA Finals                 | WTA Finals                   | A                          | A                          | A                          | A                          | A                          | A                          | A                          | A                          | A                          | A                          | A                          | A                          | QF                         | QF                         | RR                         | NH                         | A                          | RR                         | A                          | A                          |                            | 0 / 4                      | 2 – 6                      |                            |                            |                            |
| Turnieje WTA 1000          |                              |                            |                            |                            |                            |                            |                            |                            |                            |                            |                            |                            |                            |                            |                            |                            |                            |                            |                            |                            |                            |                            |                            |                            |                            |                            |                            |
| Dubaj                      | Premier 5/Premier            | NH/Nie Kategoria I         | NH/Nie Kategoria I         | NH/Nie Kategoria I         | NH/Nie Kategoria I         | A                          | A                          | A                          | P                          | P                          | P                          | 1R                         | P                          | 1R                         | P                          | QF                         | P                          | F                          | 500                        | 2R                         | 2R                         | SF                         | 0 / 7                      | 10 – 7                     |                            |                            |                            |
| Doha                       | Premier 5/Premier            | NH/Nie Kategoria I         | NH/Nie Kategoria I         | NH/Nie Kategoria I         | A                          | NH                         | NH                         | P                          | A                          | A                          | A                          | P                          | 2R                         | P                          | A                          | P                          | QF                         | 500                        | A                          | 500                        | SF                         | 2R                         | 0 / 4                      | 7 – 4                      |                            |                            |                            |
| Indian Wells               | Premier Mandatory            | A                          | A                          | A                          | A                          | A                          | A                          | A                          | A                          | A                          | A                          | A                          | 2R                         | 1R                         | SF                         | SF                         | NH                         | A                          | W                          | 1R                         | 1R                         |                            | 1 / 7                      | 12 – 6                     |                            |                            |                            |
| Miami                      | Premier Mandatory            | A                          | A                          | A                          | A                          | A                          | A                          | A                          | A                          | A                          | A                          | A                          | SF                         | W                          | 1R                         | QF                         | NH                         | 2R                         | 2R                         | 2R                         | 2R                         |                            | 1 / 8                      | 14 – 7                     |                            |                            |                            |
| Madryt                     | Premier Mandatory            | NH/Nie Kategoria I         | NH/Nie Kategoria I         | NH/Nie Kategoria I         | NH/Nie Kategoria I         | A                          | A                          | A                          | A                          | A                          | A                          | A                          | 2R                         | 2R                         | 2R                         | F                          | NH                         | QF                         | 2R                         | 2R                         | 2R                         |                            | 0 / 8                      | 10 – 8                     |                            |                            |                            |
| Rzym                       | Premier 5                    | A                          | A                          | A                          | A                          | A                          | A                          | A                          | A                          | A                          | A                          | A                          | 1R                         | 1R                         | QF                         | 2R                         | A                          | 1R                         | QF                         | 1R                         | 1R                         |                            | 0 / 8                      | 4 – 8                      |                            |                            |                            |
| Montreal/Toronto           | Premier 5                    | A                          | A                          | A                          | A                          | A                          | A                          | A                          | A                          | A                          | A                          | A                          | 1R                         | A                          | 1R                         | SF                         | NH                         | A                          | 2R                         | 1R                         | 1R                         |                            | 0 / 6                      | 3 – 6                      |                            |                            |                            |
| Cincinnati                 | Premier 5                    | NH/Nie Kategoria I         | NH/Nie Kategoria I         | NH/Nie Kategoria I         | NH/Nie Kategoria I         | A                          | A                          | A                          | A                          | A                          | A                          | A                          | 2R                         | A                          | A                          | 2R                         | F                          | A                          | 2R                         | 2R                         | 2R                         |                            | 0 / 6                      | 8 – 6                      |                            |                            |                            |
| Guadalajara                | –                            | Nie rozegrano              | Nie rozegrano              | Nie rozegrano              | Nie rozegrano              | Nie rozegrano              | Nie rozegrano              | Nie rozegrano              | Nie rozegrano              | Nie rozegrano              | Nie rozegrano              | Nie rozegrano              | Nie rozegrano              | Nie rozegrano              | Nie rozegrano              | Nie rozegrano              | Nie rozegrano              | Nie rozegrano              | SF                         | 2R                         | 500                        |                            | 0 / 2                      | 4 – 2                      |                            |                            |                            |
| Tokio/ Wuhan               | Premier 5                    | A                          | A                          | A                          | A                          | A                          | A                          | A                          | A                          | A                          | 1R                         | 1R                         | 1R                         | QF                         | QF                         | 2R                         | Nie rozegrano              | Nie rozegrano              | Nie rozegrano              | Nie rozegrano              | 2R                         |                            | 0 / 7                      | 4 – 7                      |                            |                            |                            |
| Pekin                      | Premier Mandatory            | A                          | A                          | F                          | F                          | A                          | A                          | A                          | A                          | A                          | 1R                         | 1R                         | 1R                         | QF                         | F                          | QF                         | Nie rozegrano              | Nie rozegrano              | Nie rozegrano              | QF                         | 1R                         |                            | 0 / 10                     | 14 – 10                    |                            |                            |                            |
|                            |                              |                            |                            |                            |                            |                            |                            |                            |                            |                            |                            |                            |                            |                            |                            |                            |                            |                            |                            |                            |                            |                            | 2 / 73                     | 90 – 71                    |                            |                            |                            |

## Finały turniejów ITF
| turnieje z pulą nagród 100 000 $ |
| turnieje z pulą nagród 75 000 $  |
| turnieje z pulą nagród 50 000 $  |
| turnieje z pulą nagród 25 000 $  |
| turnieje z pulą nagród 15 000 $  |
| turnieje z pulą nagród 10 000 $  |

### Gra pojedyncza 6 (1–5)
| Rezultat     |    | Data       | Turniej   | ($)    | Naw.          | Przeciwniczka    | Wynik         |
| Finalistka   | 1. | 13/05/2007 | Chengdu   | 25 000 | Twarda        | Zhang Shuai      | 2:6, 3:6      |
| Finalistka   | 2. | 25/04/2010 | Changwon  | 25 000 | Twarda        | Lee Jin-a        | 6:3, 4:6, 2:6 |
| Finalistka   | 3. | 23/05/2010 | Karuizawa | 25 000 | Dywanowa      | Natsumi Hamamura | 1:6, 2:6      |
| Zwyciężczyni | 1. | 21/04/2014 | Nanning   | 25 000 | Twarda        | Chan Yung-jan    | 6:3, 7:6(1)   |
| Finalistka   | 4. | 01/06/2014 | Zhengzhou | 25 000 | Twarda        | Zhang Kailin     | 5:7, 4:6      |
| Finalistka   | 5. | 14/07/2014 | Phuket    | 25 000 | Twarda (hala) | Wang Yafan       | 6:3, 2:6, 5:7 |

### Gra podwójna 33 (21–12)
| Rezultat     |     | Data       | Turniej         | ($)    | Naw.      | Partnerka         | Przeciwniczki                        | Wynik               |
| Zwyciężczyni | 1.  | 13/05/2006 | Tarakan         | 10 000 | Twarda    | Xia Huan          | Sandy Gumulya Septi Mendei           | 6:2, 6:7(3), 7:6(5) |
| Finalistka   | 1.  | 30/07/2006 | Chengdu         | 25 000 | Twarda    | Xia Huan          | Ren Jing Zhang Shuai                 | 4:6, 2:6            |
| Finalistka   | 2.  | 06/08/2006 | Changsha        | 25 000 | Twarda    | Xia Huan          | Chen Yanchong Liu Wanting            | 3:6, 3:6            |
| Finalistka   | 3.  | 13/05/2007 | Chengdu         | 25 000 | Twarda    | Huang Lei         | Song Shanshan Xie Yanze              | 3:6, 5:7            |
| Zwyciężczyni | 2.  | 08/06/2007 | Changsha        | 25 000 | Twarda    | Huang Lei         | Chan Chin-wei Kumiko Iijima          | 6:3, 6:4            |
| Zwyciężczyni | 3.  | 16/06/2007 | Kanton          | 50 000 | Twarda    | Huang Lei         | Chen Yanchong Zhou Yimiao            | 6:2, 7:6(4)         |
| Finalistka   | 4.  | 18/11/2007 | Kunming         | 50 000 | Twarda    | Han Xinyun        | Urszula Radwańska Yanina Wickmayer   | 4:6, 1:6            |
| Zwyciężczyni | 4.  | 02/12/2007 | Xiamen          | 75 000 | Twarda    | Han Xinyun        | Ji Chunmei Sun Shengnan              | 6:4, 7:5            |
| Zwyciężczyni | 5.  | 16/05/2008 | Caserta         | 25 000 | Ceglana   | Han Xinyun        | Sophie Ferguson Christina Wheeler    | 4:6, 6:4, 10–8      |
| Finalistka   | 5.  | 29/06/2008 | Périgueux       | 25 000 | Ceglana   | Han Xinyun        | Anna-Lena Grönefeld İpek Şenoğlu     | 3:6, 4:6            |
| Finalistka   | 6.  | 08/02/2009 | Burnie          | 25 000 | Twarda    | Zhou Yimiao       | Monique Adamczak Abigail Spears      | 2:6, 4:6            |
| Zwyciężczyni | 6.  | 07/06/2009 | Komoro          | 25 000 | Ceglana   | Zhang Shuai       | Ayumi Oka Vartchaya Wongteanchai     | 6:2, 6:1            |
| Zwyciężczyni | 7.  | 15/01/2010 | Pingguo         | 25 000 | Twarda    | Chan Chin-wei     | Ji Chunmei Liu Wanting               | 6:3, 6:1            |
| Zwyciężczyni | 8.  | 21/02/2010 | Surprise        | 25 000 | Twarda    | Ji Chunmei        | Christina Fusano Courtney Nagle      | 5:7, 6:2, 10–5      |
| Zwyciężczyni | 9.  | 06/03/2010 | Hammond         | 25 000 | Twarda    | Zhou Yimiao       | Christina Fusano Courtney Nagle      | 6:2, 6:2            |
| Zwyciężczyni | 10. | 14/03/2010 | Clearwater      | 25 000 | Twarda    | Zhou Yimiao       | Alina Żydkowa Laura Siegemund        | 6:4, 6:4            |
| Zwyciężczyni | 11. | 16/05/2010 | Kurume          | 50 000 | Trawiasta | Sun Shengnan      | Karolína Plíšková Kristýna Plíšková  | 6:0, 6:3            |
| Finalistka   | 7.  | 23/05/2010 | Karuizawa       | 25 000 | Dywanowa  | Sun Shengnan      | Ayumi Oka Akiko Yonemura             | 6:7(1), 3:6         |
| Zwyciężczyni | 12. | 09/07/2010 | Fuzhou          | 25 000 | Twarda    | Liu Shaozhuo      | Kao Shao-yuan Ayaka Maekawa          | 3:6, 6:1, 10–2      |
| Finalistka   | 8.  | 16/10/2011 | Kalgoorlie      | 25 000 | Twarda    | Zhang Kailin      | Casey Dellacqua Olivia Rogowska      | 1:6, 1:6            |
| Finalistka   | 9.  | 13/04/2012 | Wenshan         | 50 000 | Twarda    | Liu Wanting       | Hsieh Shu-ying Hsieh Su-wei          | 3:6, 2:6            |
| Zwyciężczyni | 13. | 27/05/2012 | Changwon        | 25 000 | Twarda    | Liu Wanting       | Yang Zhaoxuan Zhang Kailin           | 6:4, 7:5            |
| Zwyciężczyni | 14. | 03/06/2012 | Gimcheon        | 25 000 | Twarda    | Hu Yueyue         | Liang Chen Sun Shengnan              | 6:0, 3:6, 10–7      |
| Finalistka   | 10. | 15/07/2012 | Yakima          | 50 000 | Twarda    | Zhou Yimiao       | Samantha Crawford Madison Keys       | 3:6, 6:2, 10–12     |
| Zwyciężczyni | 15. | 22/07/2012 | Evansville      | 10 000 | Twarda    | Duan Yingying     | Mallory Burdette Natalie Pluskota    | 6:2, 6:3            |
| Zwyciężczyni | 16. | 29/07/2012 | Lexington       | 50 000 | Twarda    | Shūko Aoyama      | Julja Gluszko Olivia Rogowska        | 7:5, 6:7(7), 10–4   |
| Finalistka   | 11. | 24/02/2013 | Surprise        | 25 000 | Twarda    | Emily Harman      | Samantha Crawford Sachia Vickery     | 3:6, 6:3, 7–10      |
| Finalistka   | 12. | 18/05/2013 | Balikpapan      | 25 000 | Twarda    | Chen Yi           | Naomi Broady Teodora Mirčić          | 3:6, 3:6            |
| Zwyciężczyni | 17. | 15/02/2014 | Rancho Santa Fe | 25 000 | Twarda    | Samantha Crawford | Danielle Lao Keri Wong               | 3:6, 6:2, 12–10     |
| Zwyciężczyni | 18. | 07/03/2014 | Quanzhou        | 50 000 | Twarda    | Chan Chin-wei     | Sun Ziyue Xu Shilin                  | 7:6(4), 6:1         |
| Zwyciężczyni | 19. | 02/05/2015 | Gifu            | 75 000 | Twarda    | Wang Yafan        | An-Sophie Mestach Emily Webley-Smith | 6:2, 6:3            |
| Zwyciężczyni | 20. | 08/05/2015 | Anning          | 75 000 | Ceglana   | Zheng Saisai      | Yang Zhaoxuan Ye Qiuyu               | 7:5, 6:2            |
| Zwyciężczyni | 21. | 21/06/2015 | Ilkley          | 50 000 | Trawiasta | Raluca Olaru      | An-Sophie Mestach Demi Schuurs       | 6:3, 6:4            |